# Conolophia maculata
Conolophia maculata là một loài bướm đêm trong họ Geometridae.